# Teplice
Teplice anhörenⓘ (deutsch Teplitz), 1895 bis 1918 deutsch Teplitz-Schönau, 1918 bis 1945 Teplitz-Schönau und tschechisch Teplice-Šanov, 1945 bis 1948 nur noch Teplice-Šanov, ist eine Bezirksstadt in der nordböhmischen Region Usti in Tschechien.

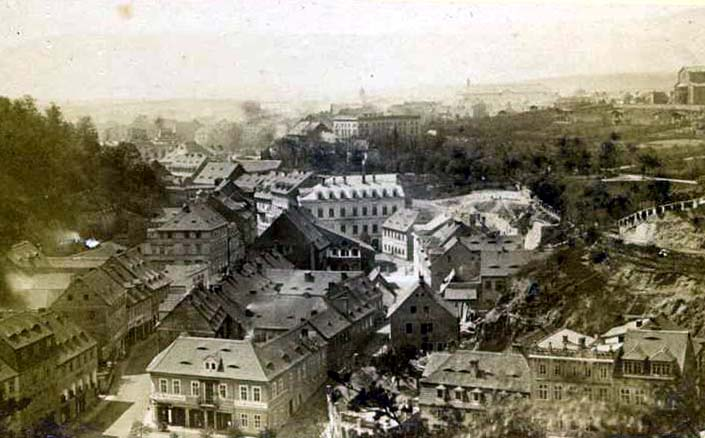
Ortsansicht um 1870

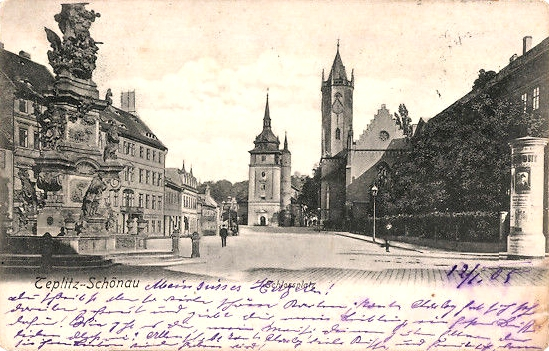
Ansichtskarte aus etwa dem Jahr 1904 vom Schlossplatz in Teplitz-Schönau: Pestsäule, Johanneskirche, Schlosskirche

## Geographie

### Geographische Lage
Die Stadt liegt im nördlichen Böhmen am Fuß der Südabdachung des Erzgebirges, nördlich des Böhmischen Mittelgebirges im Nordböhmischen Becken, etwa 54 km südlich von Dresden. Östlich erhebt sich die Doubravská hora (Teplitzer Schlossberg) (393 m).

### Stadtgliederung
Die Stadt Teplice besteht aus den Ortsteilen Hudcov (Hundorf), Nová Ves (Neudörfel), Prosetice (Prasseditz), Řetenice (Settenz), Sobědruhy (Soborten), Teplice (Teplitz-Schönau) und Trnovany (Turn). Grundsiedlungseinheiten sind Bílá cesta, Doubravice, Doubravka, Gagarinova, Hudcov, Hudcov-sever, Lázně Šanov (Bad Schönau), Na Bramši, Na haldách, Na hvězdě, Na Letné, Na stínadlech, Nemocnice, Nová Ves, Nové Prosetice-jih, Nové Prosetice-sever, Pod Doubravkou, Pod hvězdárnou, Pod Novou Vsí, Prosetice, Řetenice, Řetenice-sever, Sobědruhy, Šanov (Schönau), Šanov-západ, Teplice-střed, Trnovany, Třešňovka, U Angru, U Concordie, U červeného kostela, U lesní brány, U nádraží, U tří dubů, U vápenky, U vodojemu, U zámecké zahrady und Za Šanovem.
Das Gemeindegebiet gliedert sich in die Katastralbezirke Hudcov, Nová Ves u Teplic, Prosetice, Sobědruhy, Teplice, Teplice-Řetenice und Teplice-Trnovany.

## Geschichte

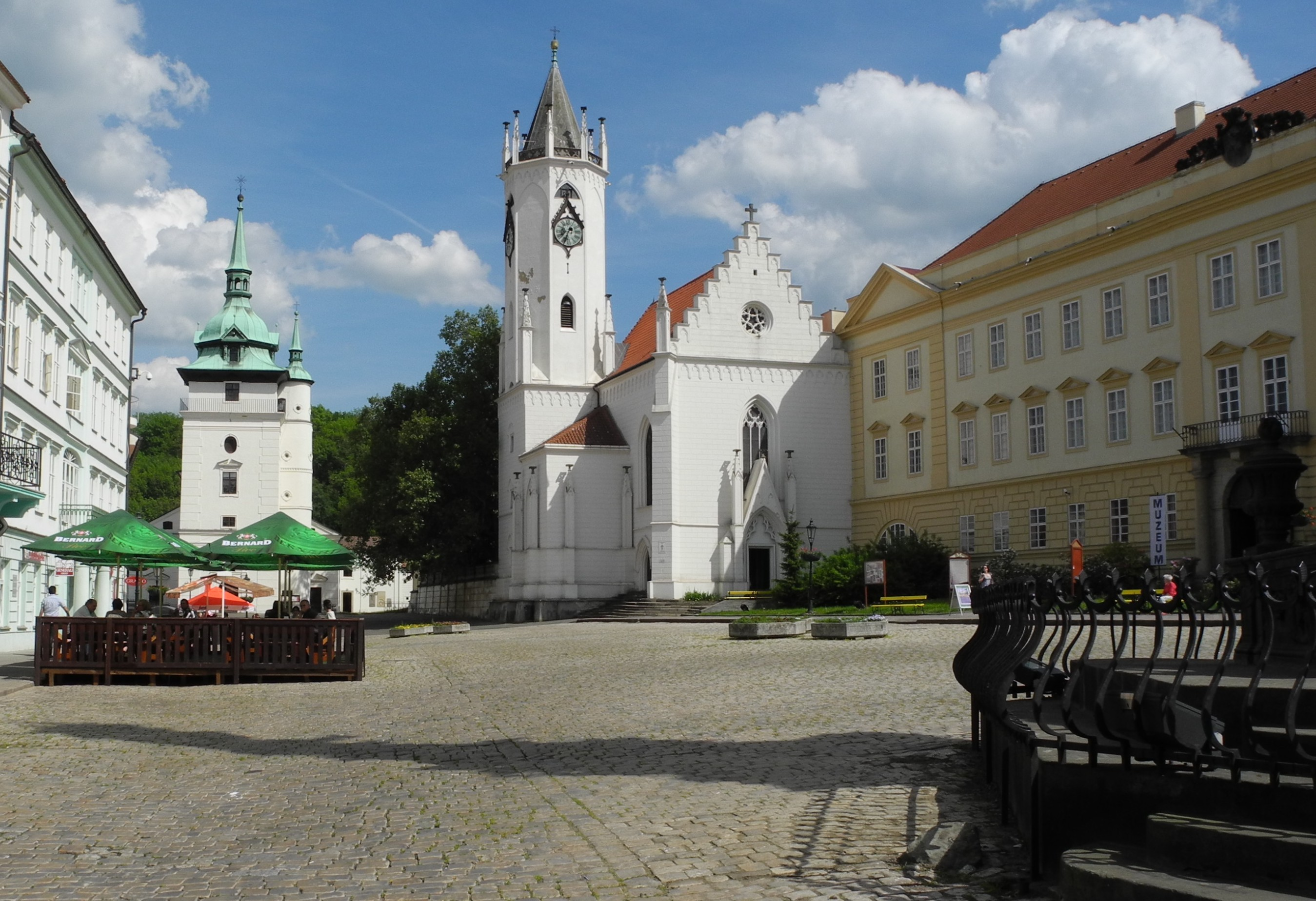
Schlossplatz mit der Johanneskirche (links)

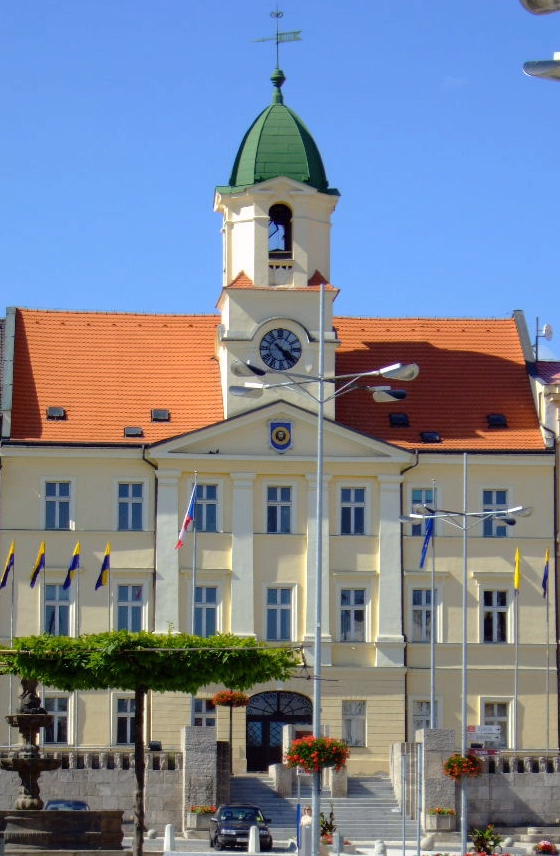
Rathaus

Die Quellen von Teplitz sollen entsprechend der Sage 762 entdeckt worden sein. Urkundlich wurde die Stadt im 12., die Bäder im 16. Jahrhundert erwähnt. Königin Judith war es, die in den Jahren 1158–1164 etwa an der Stelle des heutigen Schlosses ein Benediktinerinnenkloster „ad aquas calidas“ (bei den warmen Wassern) gründete und es reich ausstattete. Der slawische Wortstamm für „Wärme“ findet sich auch im Ortsnamen wieder sowohl in der tschechischen als auch in der von dieser abgeleiteten deutschen Form. Das Kloster wurde in den Hussitenkriegen zerstört.
Die Herrschaft über Teplitz übten seit dem 13. Jahrhundert die Grafen Kinsky aus. 1467 erhielt Teplitz das Stadtrecht. Um 1630 gehörten Stadt und Schloss Wilhelm Kinsky von Wchinitz und Tettau, der zusammen mit Wallenstein 1634 in Eger ermordet wurde. Nachfolgend konfiszierte Kaiser Ferdinand II. Kinskys Besitzungen und verlieh Teplitz im selben Jahr an den Generalfeldwachtmeister Graf Johann von Aldringen, der jedoch 1634 bei Landshut fiel. Der Besitz kam an seine Schwester Anna, die mit Hieronymus Freiherr von Clary verheiratet war. Nach Erbstreitigkeiten wurden die neuen Besitzer 1666 endgültig bestätigt, wobei als Familienname Clary-Aldringen festgelegt wurde. Die Familie verlegte ihren Sitz von Binsdorf hierher. Die Familie Clary-Aldringen war bis 1945 mit Teplitz verbunden.
1793 wurde etwa die Hälfte der Bebauung in einem großen Stadtbrand zerstört. Der Wiederaufbau erfolgte im klassizistischen Stil, was der Stadt den Beinamen Klein-Paris einbrachte.
Im Juli 1812 trafen sich in Teplitz der Dichter Johann Wolfgang von Goethe und der Komponist Ludwig van Beethoven, die sich hier zur Kur aufhielten.
In den napoleonischen Kriegen war Teplitz 1813 das Hauptquartier der drei alliierten Monarchen von Österreich, Preußen und Russland, die im Teplitzer Schloss ihr Bündnis gegen Napoleon abschlossen.
In Teplitz verständigten sich Österreich und Preußen am 1. August 1819 auf die Teplitzer Punktation.
Im September 1835 hatten die Monarchen von Österreich, Russland und Preußen, im Herbst 1849 der Kaiser von Österreich, die Könige von Preußen und Sachsen und am 25. Juli 1860 der Kaiser von Österreich und der Prinzregent von Preußen Zusammenkünfte in Teplitz. 1862 wurde das 1100-jährige Jubelfest der Thermen gefeiert und dabei ein Denkmal enthüllt.
Durch einen Wanddurchbruch im Kohlewerk Döllinger bei Dux am 10. Februar 1879, wohin von da an das Thermalwasser abfloss, war die Existenz von Teplitz als Kur- und Badeort in Frage gestellt. Durch zügig eingeleitete Baumaßnahmen konnte das Thermalwasser ab dem 3. März 1879 wieder an seinen alten Austrittsöffnungen zu Tage gefördert werden.
Um 1888 bestanden in Teplitz als Heilquellen die beiden Stadtbadquellen Urquelle und Frauenbadquelle, 48 °C, die Steinbadquelle 34,6 °C, die Stephansquelle 36,75 °C, die Sandbadquelle 32,5 °C und die Wiesenquelle 32,7 °C. Hinzu kamen die Schlangenbadquelle mit 39 °C und die Neubadquelle mit einer Austrittstemperatur 44,75 °C in Schönau. Diese Quellen führten meist alkalisches Wasser, mit nur geringen festen Bestandteilen, vorzugsweise kohlensaurem Natron, vermischt und speisten zehn Badehäuser. Das Thermalwasser sollte vornehmlich helfen gegen chronische Gelenkerkrankungen (Rheumatismus, Gicht), Lähmungen, bei skrofulösen Anschwellungen und Geschwüren, Neuralgien, beginnenden Rückenmarksleiden, aber auch bei Folgekrankheiten aus Schuss- und Hiebwunden und nach Knochenbrüchen („Bad der Krieger“). Die Urquelle diente auch zur Trinkkur. Die Besucherzahlen von Teplitz-Schönau beliefen sich 1887 auf 7.351 Kurgäste nebst 19.224 Passanten. Als Versammlungs- und Vergnügungsorte für die Badegesellschaft gab es den in der Mitte der Stadt gelegenen Kurgarten, in welchem sich das Neue Stadttheater, die Trinkhallen, der Kursalon und das palastartige Kaiserbad befinden; der Garten und Park des fürstlich-claryschen Schlosses; die 264 m hohe Königshöhe mit dem Schießhaus, der Schlackenburg und dem Denkmal König Friedrich Wilhelms III.; das Belvedere; der Seumepark mit der Kreuzauffindungskapelle (Seume-Kapelle) und dem Grabmal Johann Gottfried Seumes; der Kaiserpark; die Payer- und Humboldt-Anlagen; der 392 m hohe Schlossberg mit Schlossruinen; der Turner und Propstauer Park.
Erste einheitliche Dienstgrade in allen Feuerwehren im österreichischen Anteil von Österreich-Ungarn existieren seit 1892. Sie wurden hier auf dem 5. Feuerwehrtag beschlossen. Es war einer der ersten Beschlüsse des Ständigen Österreichischen Feuerwehr-Ausschusses, dem Vorgänger des Bundesfeuerwehrverbandes.
Im Jahr 1895 wurde Teplitz mit dem 1884 zur Stadt erhobenen Badeort Schönau (Šanov) vereint. Die Stadt erhielt den Doppelnamen Teplitz-Schönau.
Ab 1918 gehörte die bis zum Ende des Ersten Weltkriegs österreichische Stadt Teplitz-Schönau zur Tschechoslowakei. Sie zählte am 1. Dezember 1930 23.100 deutsche und 5.300 tschechische Einwohner. Teplitz war Sitz zahlreicher deutsch-böhmischer bzw. sudetendeutscher Organisationen, darunter des Sekretariats der Deutschen Sozialdemokratischen Arbeiterpartei (DSAP).
Durch das Münchner Abkommen wurde Teplitz-Schönau 1938 dem Deutschen Reich zugeschlagen. Am 17. Mai 1939 hatte die Stadt 26.281 Einwohner. Bis zum Zweiten Weltkrieg stand die größte Synagoge Böhmens in Teplice, sie wurde am 14. März 1939 niedergebrannt.
Teplitz-Schönau war von 1938 bis 1945 Sitz der Kreisverwaltung des Landkreises Teplitz-Schönau im Regierungsbezirk Aussig im Reichsgau Sudetenland. Am 1. Oktober 1942 wurden die Stadt Turn und die Gemeinde Settenz nach Teplitz-Schönau eingegliedert. Die Staatsschule für Keramik und verwandte Kunstgewerbe in Teplitz-Schönau existierte bis 1945.
Die deutschböhmische Bevölkerungsmehrheit wurde 1945 enteignet und vertrieben, so auch die Adelsfamilie Clary-Aldringen. In der Folgezeit zogen viele Migranten aus dem Landesinneren, aus der Slowakei und „Repatrianten“, Angehörige tschechischer und slowakischer Minderheiten im Ausland, sowie viele Roma nach Teplitz. Im Mai 1947 wurden 22.783 Einwohner registriert. 1948 erfolgte der Zusammenschluss der Stadt Teplice-Šanov mit den Orten Novosedlice, Proboštov, Řetenice, Trnovany, Sobědruhy und Malý Újezd zur Stadt Teplice. 1954 wurden die Pläne für „Velké Teplice“ (Groß-Teplitz) aufgegeben und einige der Orte erhielten ihre Selbstständigkeit zurück.
Das Stadtbild des alten Teplitz wurde in der sozialistischen Zeit umgestaltet. Allein der Schloss-Platz (mit Heiligkreuzkirche, Dekanatskirche, Dreifaltigkeitssäule, Schloss und gegenüberliegender Häuserzeile) ist einigermaßen erhalten geblieben. Am ehemaligen Marktplatz (jetzt Platz der Freiheit) wurden viele Gründerzeithäuser abgerissen, um Platz für ein Einkaufszentrum und das Telekom-Gebäude zu schaffen. Seit den 1990er Jahren ist im Stadtzentrum ein leerstehendes großes Gebäude auffällig, das Teil des ehemaligen Hotels Thermia war.

## Bevölkerung
Bevölkerungsentwicklung bis 1945
| Jahr | Einwohner | Anmerkungen                                                                      |
| ---- | --------- | -------------------------------------------------------------------------------- |
| 1830 | 02.091    | in 310 Häusern                                                                   |
| 1852 | ca. 2.800 | [ 15 ]                                                                           |
| 1869 | 11.850    | [ 16 ] [ 17 ]                                                                    |
| 1880 | 17.050    | [ 16 ]                                                                           |
| 1890 | 20.575    | [ 16 ]                                                                           |
| 1900 | 24.420    | mit Schönau, deutsche Einwohner                                                  |
| 1910 | 26.777    | mit Schönau                                                                      |
| 1921 | 28.892    | mit Schönau                                                                      |
| 1930 | 30.799    | davon 23.127 Deutsche, 5.332 Tschechen und 1.736 Ausländer                       |
| 1939 | 25.996    | davon 2.833 Evangelische, 21.277 Katholiken, 130 sonstige Christen und 264 Juden |

Bevölkerungsentwicklung nach Ende des Zweiten Weltkriegs
(Stand: 31.12. des jeweiligen Jahres)
| Jahr | Einwohner |
| ---- | --------- |
| 1947 | 34.448    |
| 1950 | 46.780    |
| 1960 | 41.369    |
| 1970 | 50.000    |
| 1980 | 55.484    |

| Jahr | Einwohner |
| ---- | --------- |
| 1990 | 55.020    |
| 2000 | 52.864    |
| 2010 | 51.146    |
| 2020 | 49.705    |
| 2022 | 50.843    |

## Sehenswürdigkeiten und Kultur

### Bauwerke

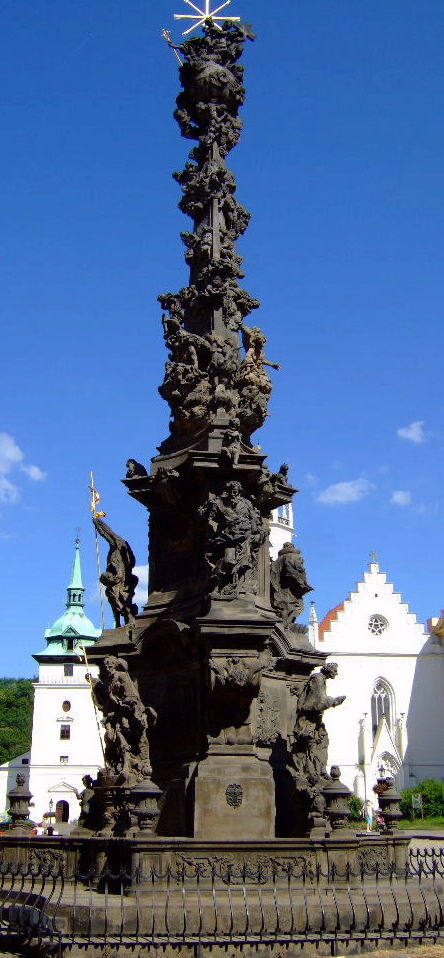
Pestsäule vor Dekanatskirche Johannes des Täufers (links) und Schlosskirche (rechts)

Siehe auch: Liste der denkmalgeschützten Objekte in Teplice

Siehe auch: Liste von Bauwerken in Teplice
- Schloss Teplitz: Das Schloss, dessen Teile spätgotische, barocke und klassizistische Baustile aufweisen, stand über 300 Jahre bis 1945 im Besitz der Adelsfamilie Clary-Aldringen (vorher Wressowitz bzw. Kinsky). Das Anwesen war ein Treffpunkt namhafter Personen aus Politik und Gesellschaft, z. B. Giacomo Casanova, Johann Wolfgang von Goethe, Frédéric Chopin und Franz Liszt. Das sehenswerte Gebäude beherbergt heute das Regionalmuseum Teplice. Dazu gehören ein weitläufiger Schlosspark und ein Theater.
- Schlosskirche „Zum Heiligen Kreuz“ (Zámecký kostel „Povýšení sv. Kříže“): Die Kirche stammt aus dem Jahr 1586 und erhielt ihre heutige romantische Gestalt während eines Umbaus von 1798 bis 1806. Seit 1950 wird das Gotteshaus von Anhängern der Orthodoxen Kirche der tschechischen Länder und der Slowakei genutzt.
- Dekanatskirche Johannes der Täufer (Děkanský kostel sv. Jana Křtitele): Der genaue Zeitpunkt der Errichtung der am Schlossplatz gelegenen Kirche ist unbekannt. Der Turm stammt aus dem Jahr 1594. Die heutige barocke Gestalt erhielt die Kirche bei einem Umbau zwischen 1700 und 1703. Die Ausstattung umfasst unter anderem Gemälde von Peter Johann Brandl und Wenzel Lorenz Reiner. Die Kirche beherbergt zudem die Grabstellen der Familien Wchynsky, Aldringen und Clary-Aldringen.
- Evangelische Bartholomäuskirche, erbaut 1861–1864 durch Friedrich August Stüler.
- Kirche der Heiligen Elisabeth von Ungarn: neugotische Hallenkirche, erbaut 1864–1877 durch Heinrich Ferstel
- Dreifaltigkeits- oder Pestsäule: Die auf dem Schlossplatz befindliche Säule stammt von Matthias Bernhard Braun.
- Erzgebirgisches Theater: Der 1921–1924 nach Entwurf des Dresdner Architekten Rudolf Bitzan und unter Mitwirkung des Bühnentechnikers Adolf Linnebach als „Neues Stadttheater Teplitz-Schönau“ errichtete Bau war damals das nach Prag zweitgrößte Theater der Tschechoslowakei. Seine gediegene Innenausstattung zeigte stilistische Einflüsse des Expressionismus und des Art déco.
- Kolostuj-Türmchen (Kolostujovy věžičky) – ehem. Renaissance-Lustschloss, errichtet von Radslav Vchynský (1600).
- Beuronkapelle (Beuronská kaple) des Gymnasiums Teplice, gestaltet von der Beuroner Kunstschule (1888–1889).
- Das Denkmal für Mozart wurde nach 1945 vom Schlossplatz entfernt und erhielt einen anderen Standort.
- Doubravská hora: Auf dem östlich der Stadt gelegenen Teplitzer Schlossberg befindet sich eine gotische Burgruine mit Festungsanlagen.
- Das Haus „Zur Harfe“, Badeplatz Nr. 75: Hier wohnte vom 4. August bis zum 18. September 1811 Ludwig van Beethoven. Das Haus enthält eine Gedenktafel und im Inneren ein sehr originelles Restaurant mit zahlreichen Bildern von Beethoven-Autographen und Porträts des Komponisten.

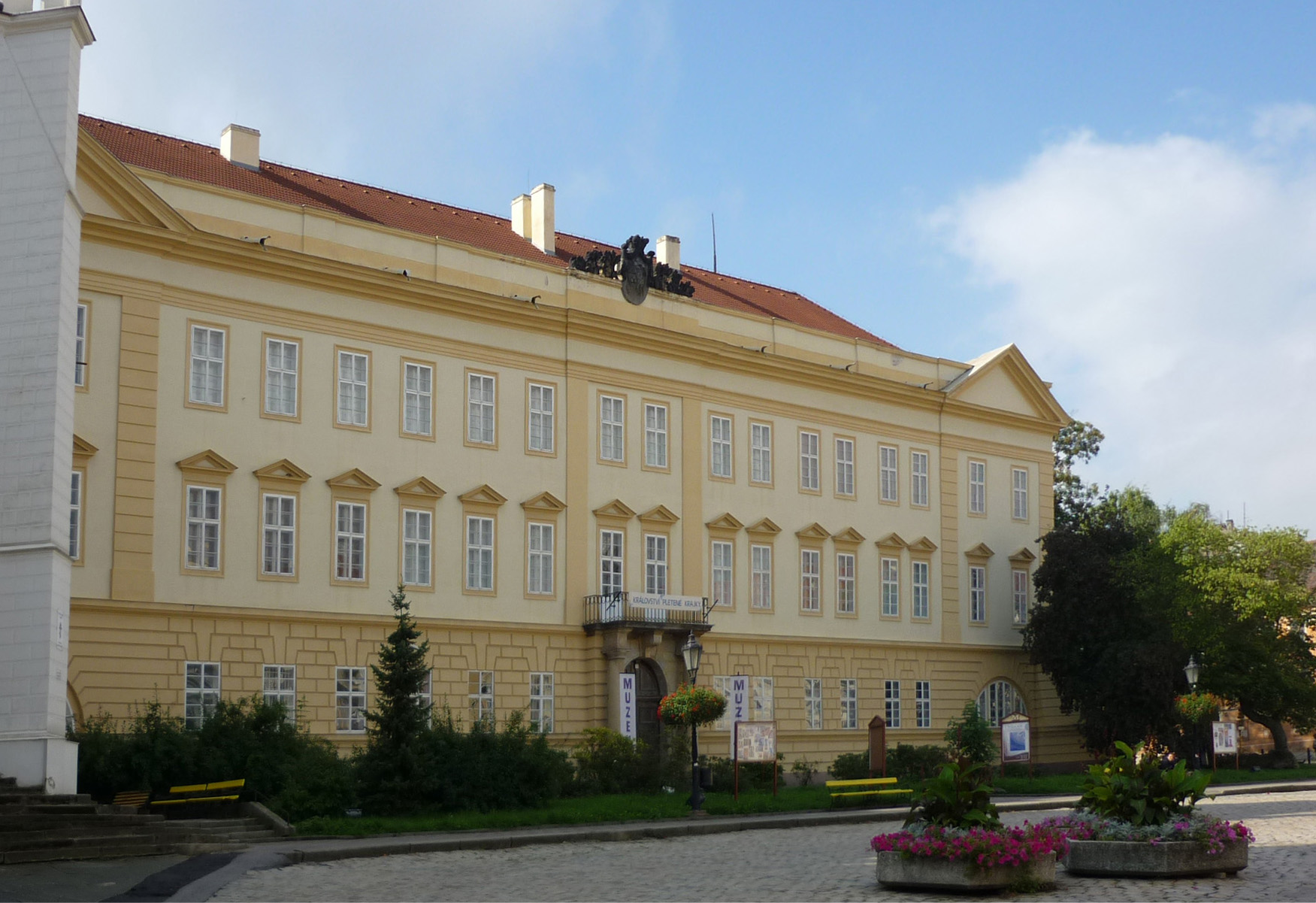
Schloss Teplitz
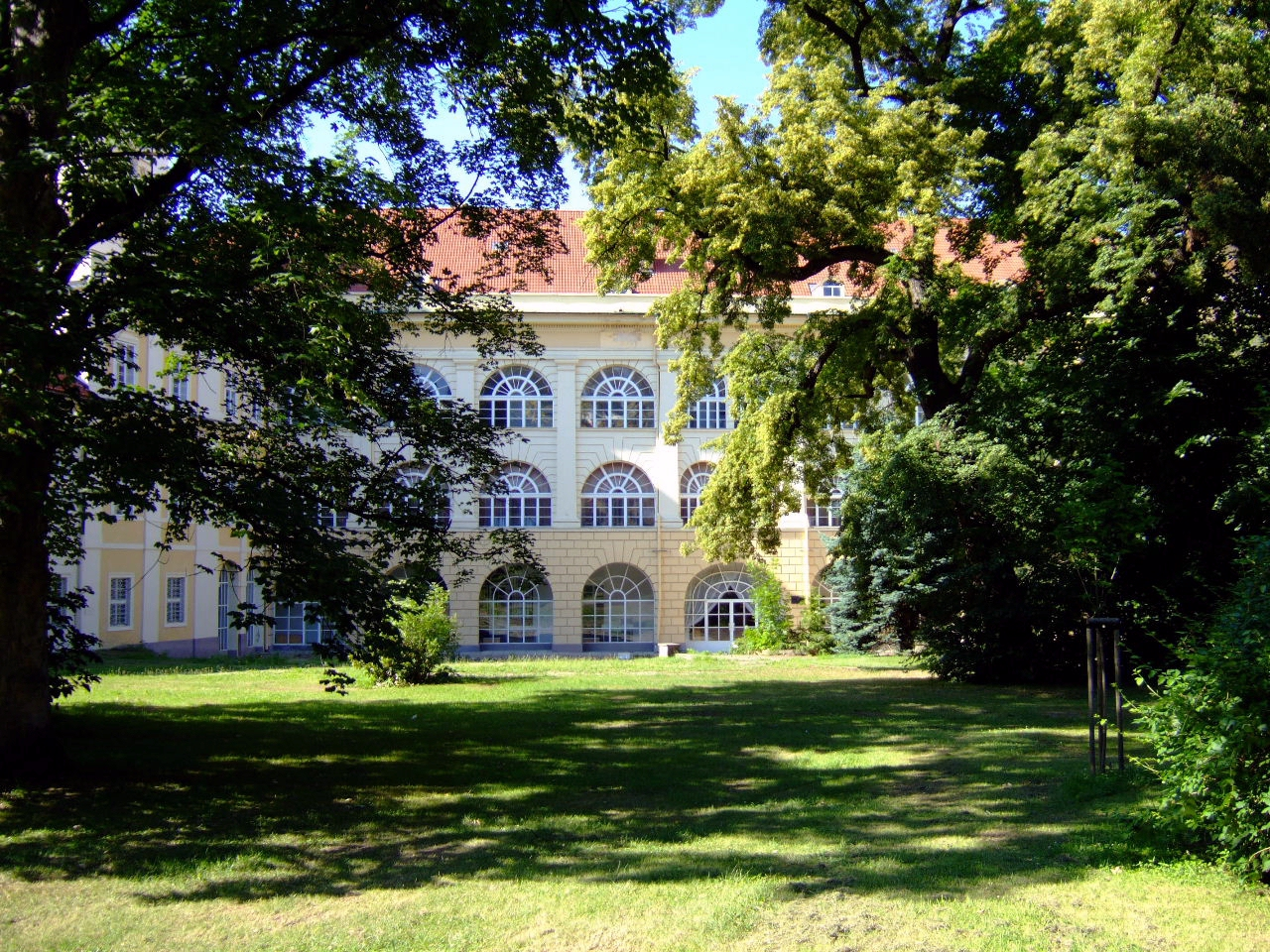
Schlosspark
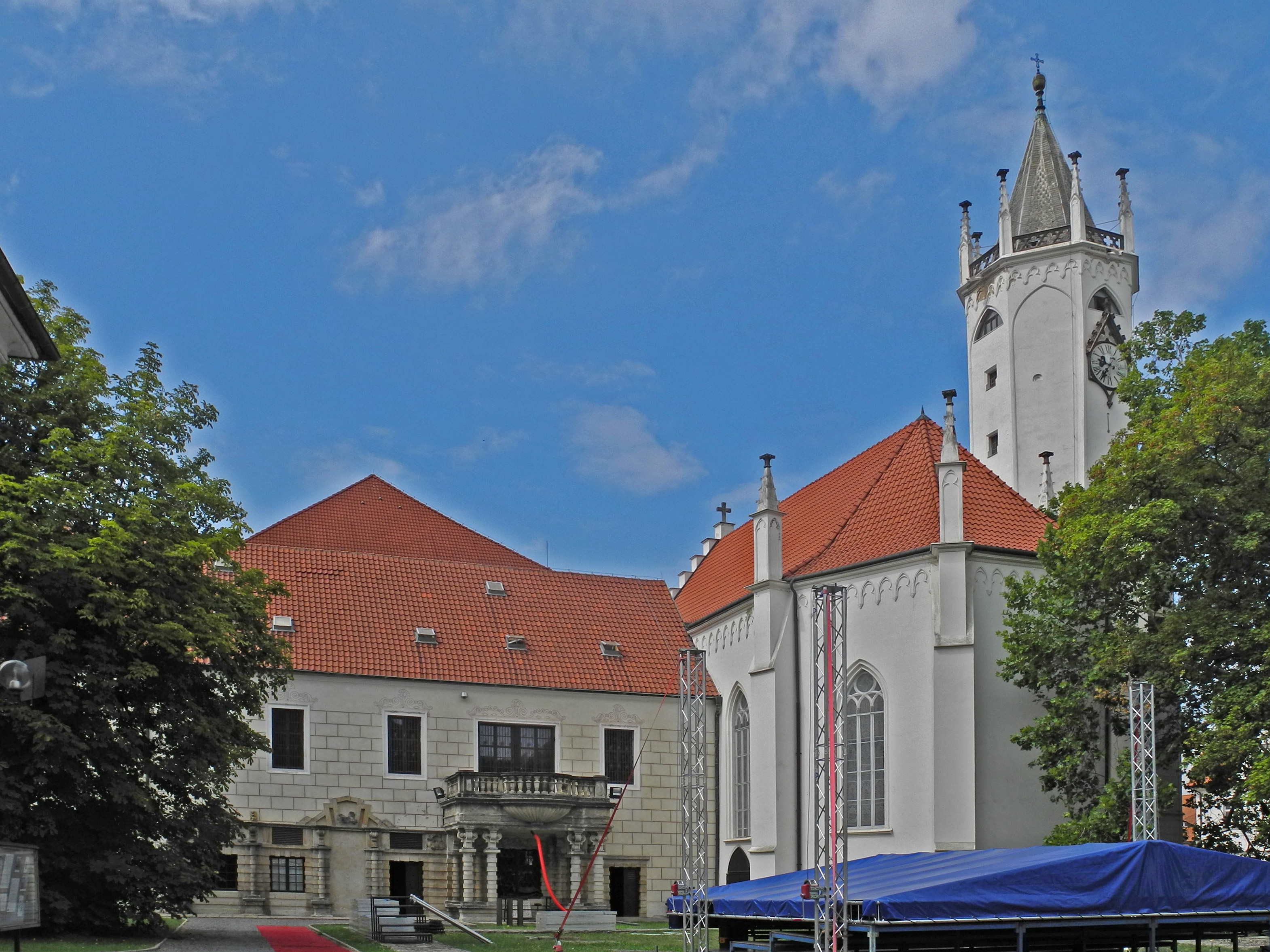
Schlosskirche zum Heiligen Kreuz
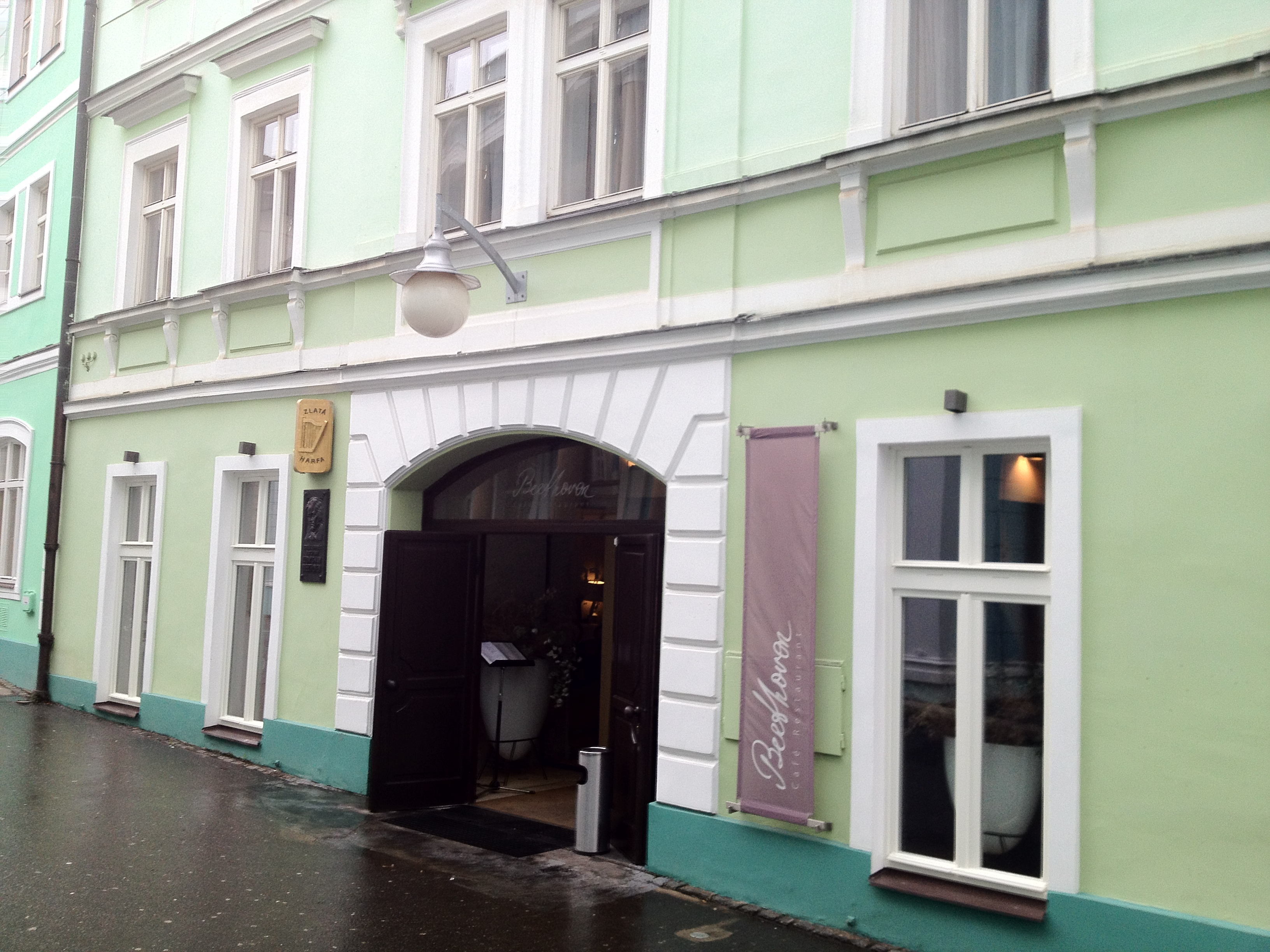
Haus „Zur Harfe“

Ehemalige Bauwerke
Der Abriss der Stadtbefestigung erfolgte im Jahr 1810.

Mittelalterliche Stadttore in Teplitz:
- Badtor (Lázeňská brána), nach Stadtbrand von 1793 abgerissen
- Schlosstor oder Biliner Tor (Zámecká / Bílinská brána), 1810 abgerissen
- Waldtor (Lesní brána), 1846 abgerissen
- Graupner oder Dresdner Tor (Krupská / Drážďanská brána), 1826 abgerissen

### Parks
- Schlosspark
- Botanischer Garten Teplice (Lage: ▼)
- Šanovský park

### Museen und Filmtheater
- Regionalmuseum, gegründet 1894[22]
- Kino Květen im Kulturhaus am Friedensplatz und  Premiere Cinemas am Freiheitsplatz, projizieren Filme mit 3D-Technologie

### Regelmäßige Veranstaltungen
- Jährliche Eröffnung der Kursaison Ende Mai
- Böhmisch-Sächsisches Musikfestival

## Wirtschaft und Infrastruktur

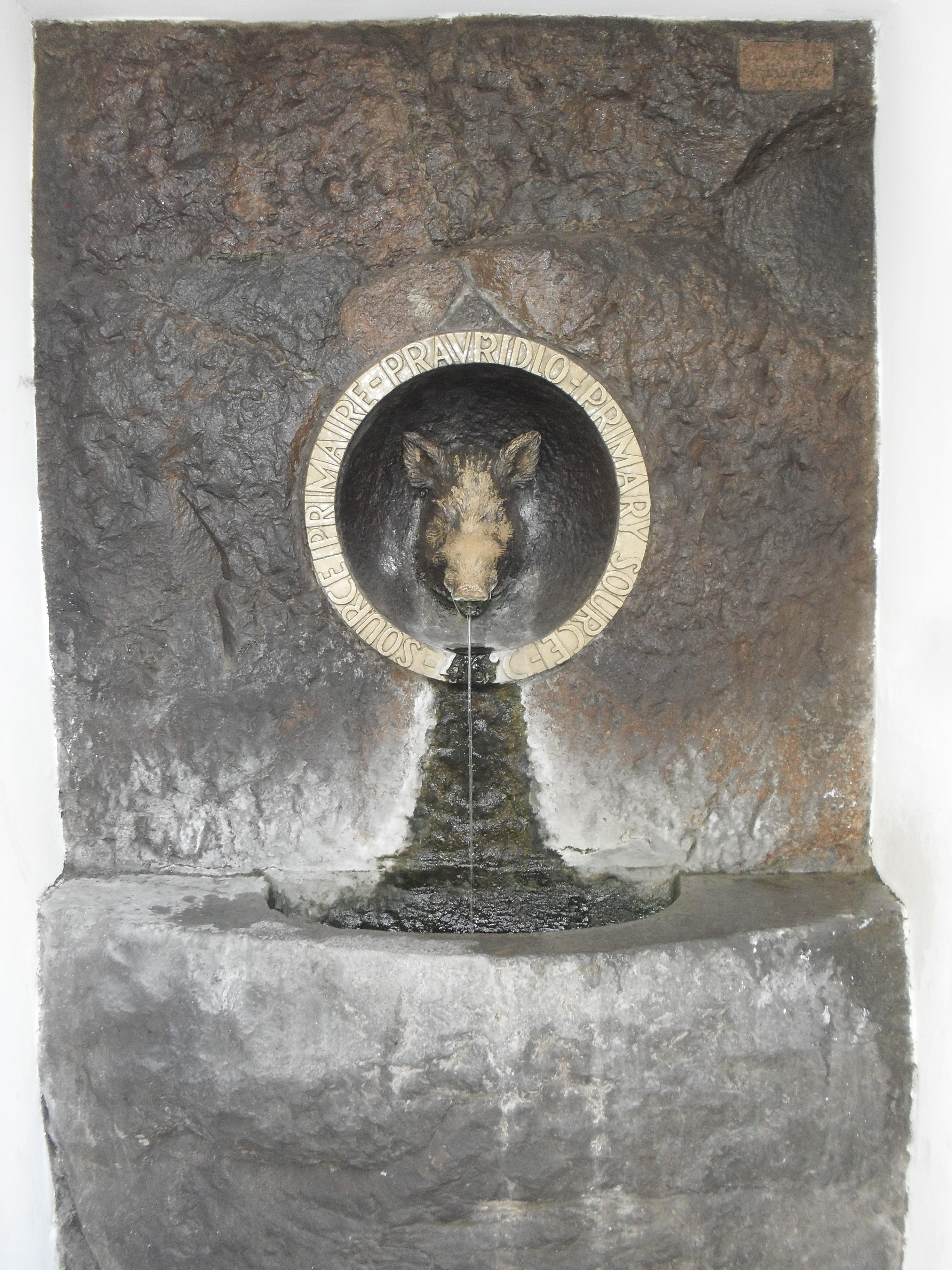
Urquelle „Pravřídlo“

### Wirtschaft
Mitte des 19. Jahrhunderts begann auch in der Umgebung von Teplice der Abbau von Hartbraunkohle im größeren Stil. Die Stadt hatte sich, begünstigt durch die in der Umgegend befindlichen reichen Braunkohlenlager, zu einem bedeutenden Industrie- und Handelsplatz entwickelt. Textil-, Metall-, Porzellan-, Glas-, Nahrungsmittel- und chemische Industrie siedelten sich hier an. Seit dem Ende des 20. Jahrhunderts ist Teplice ein Ort, in dem vor allem Glas und Keramik produziert wird.
Im Ortsteil Řetenice befindet sich ein Flachglaswerk von AGC.
Ein wichtiger Wirtschaftszweig ist das Kurwesen, wozu die im Ortsgebiet entdeckten Thermalquellen wesentlich beitragen.
Kurhäuser
Es werden in erster Linie Erkrankungen des Herz-Kreislauf-Systems, Probleme im Zusammenhang mit Krebserkrankungen, Stoffwechselstörungen, Muskel-Skelett-Erkrankungen und Nervenkrankheiten behandelt. Öffentliche Kurbäder sind
- Kaiserbad (Císařské lázně)
- Kurhaus Beethoven (Lázeňský dům Beethoven) mit dem Parkbad (Sadové lázně)
- Steinbad (Kamenné lázně)
- Neues Bad (Nové lázně)
- Schlangenbad (Hadí lázně)
- Militärbad (Vojenské lázně)
- Theresienbad (Tereziny lázně) in Dubí (Eichwald)

### Verkehr
Die Stadt liegt an der wichtigen Hauptbahn von Ústí nad Labem über Chomutov nach Cheb, Nebenstrecken führen nach Děčín (Tetschen) und nach Lovosice (Lobositz).
Wie in anderen Städten Tschechiens gaben die Verkehrsbetriebe in den 1950er Jahren die alte meterspurige Straßenbahn zu Gunsten eines  Oberleitungsbus-Systems auf.
Aus dem nahen Bohosudov (Mariaschein) führt ein Sessellift zum Gipfel des Komáří hůrka (Mückenberg) auf dem Erzgebirgskamm.
Die Überlandbuslinie 398 verbindet Teplice mit der nahe gelegenen Stadt Altenberg auf deutscher Seite und verkehrt von dort weiter bis nach Dresden.

### Sport
Mit dem FK Teplice ist die Stadt in der höchsten tschechischen Fußballliga vertreten. Dessen Stadion zählt zu den größten in Tschechien.
In der Stadt ist der Futsal Klub FC Balticflora Teplice beheimatet.

## Persönlichkeiten

### Söhne und Töchter der Stadt
Geordnet nach Geburtsjahr
- Joseph Freiherr von Smola (1764–1820), Generalmajor und Commandeur des Militär-Maria-Theresien-Ordens
- Alfred Meißner (1821–1885), Schriftsteller und Mediziner
- Camill Heller (1823–1917), Zoologe
- Anton von Radziwill (1833–1904), preußischer General
- Anton Tausche (1838–1898), Wanderlehrer, Politiker
- Gustav Karl Laube (1839–1923), Geologe, Paläontologe, Forschungsreisender, Ehrenbürger von Teplitz-Schönau
- Julius von Payer (1842–1915), Polar- und Alpenforscher, Kartograf und Professor der Militärakademie
- Robert Gersuny (1844–1924), Chirurg
- Otto Perutz (1847–1922), Chemiker und Industrieller
- Franz Carl Stradal (1847–1901), Präsident der Aussig-Teplitzer Eisenbahn
- Ambros Umlauft (1853–1904), österreichischer Handelskammerpräsident und Politiker
- Karl Pohlig (1858–1928), Dirigent und Komponist
- Adele von Stark (1859–1923), Emailkünstlerin
- August Stradal (1860–1930), Klaviervirtuose, Arrangeur und Musiklehrer
- Martha Kneschke (1866–1947), deutsche Schriftstellerin
- Karl Panzner (1866–1923), Dirigent und städtischer Musikdirektor in Düsseldorf
- Gustav Jirsch (1871–1909), Architekt
- Carl Heller (1872–1944), Jurist und Politiker
- Adolf Böhm (1873–1941), Fabrikbesitzer und Historiograph der zionistischen Bewegung
- Marie Urfus (1874–1943), Theaterschauspielerin und Schauspiellehrerin
- Konrad Heller (1875–1931), Fotograf
- Emanuel Kudela (1876–1920), Radrennfahrer
- Maximilian Preibisch (1877–1940), österreichischer Bildhauer, geboren in Prasseditz
- Emil Lehmann (1880–1964), sudetendeutscher Volkstumskämpfer, geboren in Turn
- Miroslav Havel, eigentlich Miroslav Košťál (1881–1958), Schachkomponist
- Emanuel Strubich (1887–1922), Bergsteiger
- Max Rauer (1889–1971), katholischer Theologe
- Michal Mareš (1893–1971), tschechischer Journalist, Lyriker und Feuilletonist
- Anton Franz Schmid (1893–1955), Dramatiker
- Hugo Hantsch (1895–1972), Benediktinermönch, römisch-katholischer Pfarrer, Universitätsprofessor, Historiker und NS-Verfolgter
- Melchior Vischer (1895–1975), Schriftsteller und Regisseur
- Franziska zu Hohenlohe-Waldenburg-Schillingsfürst (1897–1989), Prinzessin zu Hohenlohe-Waldenburg, Ehefrau des Erzherzogs Maximilian Eugen von Österreich
- Leo Straus (1897–1944), Kabarettist und Dramaturg, Opfer des Nationalsozialismus
- Humbert Achamer-Pifrader (1900–1945), SS-Standartenführer
- Paul Kohner (1902–1988), Filmproduzent
- Franz Glaser (1903–1972), tschechoslowakisch-Schweizer Journalist
- Friedrich Kohner (1905–1986), Schriftsteller und Drehbuchautor
- Kurt Blaschtowitschka (1906–1945), tschechisch-deutscher Jurist
- Adolf Siegl (1908–1999), Chemiker und Studentenhistoriker
- Edward Rothe (1909–1978), Regisseur und Schauspieler
- Karl Löb (1910–1983), Kameramann
- Oskar Willner (1910–1987), Schauspieler und Theaterregisseur
- Harald Kurz (1912–2002), Verkehrswissenschaftler und Hochschullehrer
- Hanuš Bonn (1913–1941), tschechischer Dichter, Literaturkritiker und Übersetzer
- Walter von Dreyhausen (1913–1990), deutscher Schriftsteller und Steinkreuzforscher
- Walter Janowitz (1913–1997), Schauspieler
- Maria Eiselt (1914–2002), Sängerin und Schauspielerin
- Maxi Böhm (1916–1982), Schauspieler und Kabarettist
- Kurt Taussig (1923–2019), tschechoslowakischer Jagdflieger in der 225. Sq. der RAF im zweiten Weltkrieg, Ehrenbürger von Teplice
- Georg Kafka (1921–1944), Schriftsteller
- Harald Schwarz (1921–1995), Puppenspieler
- Hans Kindermann (1922–2018), Jurist
- Jiří Majer (1922–2008), tschechischer Bergbauhistoriker
- Karl Richard Tschon (1923–1993), Schriftsteller und Hörspielautor
- Doris Jannausch (1925–2017), Schriftstellerin, Theater-Schauspielerin und Kabarettistin
- Irene Goß (1928–2015), Sängerin und Politikerin (SPD)
- Gerhard Feix (1929–2006), Jurist, Kriminologe und Autor
- Walter Hanel (1930–2024), Karikaturist
- Rudolf E. Kaiser (1930–2021), Chemiker (Analytiker)
- Peter Dittrich (1931–2009), Karikaturist und Filmschaffender
- Elsa Dietzel (* 1931), deutsche Malerin
- Ilsemarie Walter (* 1932), Pflegewissenschaftlerin und Sozialhistorikerin
- Peter Horn (1934–2019), südafrikanischer Dichter
- Wolfgang Kühnel (1934–2015), Zoologe und Anatom in Kiel und Lübeck
- Ursula Liepmann (* 1936), Archäologin
- Theodore K. Rabb (1937–2019), US-amerikanischer Historiker
- Walter Siegl (1938–2019), österreichischer Diplomat
- Rolf Massin (1939–2020), Autor und Philosoph
- Simon Dittrich (1940–2024), Maler und Graphiker
- Werner Fuchs-Heinritz (1941–2018), Soziologe und Hochschullehrer
- Herbert Werner (* 1941), Politiker (CDU), Bundestagsabgeordneter von Ulm, 1991–1998 Vorsitzender der Ackermann–Gemeinde
- Hildegard Alex (* 1942), Theater-, Film- und Fernsehdarstellerin
- Hans Hopf (* 1942), Kinder- und Jugendpsychologe und Autor
- Berthold Horn (* 1943), US-amerikanischer Informatiker, Hochschullehrer
- Wolfgang Kunert (* 1943), Regierungspräsident der Oberpfalz
- Helmut Pfleger (* 1943), Schachspieler
- Lothar Rechtacek (1943–2013), Maler, Grafiker und Bildhauer
- Reinhold Andert (* 1944), Liedermacher, Autor und Historiker
- Günther Fischer (* 1944), Musiker, Jazzpianist, Holzbläser, Bandleader und Komponist
- Ingo Nöther (* 1944), Bibliothekar
- Eva Maria Roer (1944–2021), Unternehmerin
- Wolf Schmid (* 1944), Slawist
- Peter Fraps (1945–2015), Arzt der Bundeswehr
- Sylvie Winter (* 1945), Fotomodell, Schauspielerin
- Ilja Srubar (* 1946), Soziologe
- Peter Kral (* 1947), Jazzmusiker
- Jiří Hřebec (* 1950), Tennisspieler
- Jiří Brázda (* 1952), Maler, Grafiker und Exlibriskünstler[25]
- Jaromír Kohlíček (1953–2020), Politiker und Mitglied des Europäischen Parlaments
- Milan Špalek (* 1966), Musiker, gründete 1983 in Teplice die Band Kabát
- Robert Lang (* 1970), Eishockeyspieler
- Radek Bečka (* 1979), Radsportler
- Jakub Mareš (* 1987), Fußballspieler
- Lucie Voňková (* 1992), Fußballspielerin
- Katja Krasavice, Geburtsname Katrin Vogelová (* 1996), deutsche Webvideoproduzentin, Sängerin, Rapperin und Autorin

### Personen mit Bezug zur Stadt
- Adam Adamandy Kochański (1631–1700), polnischer Mathematiker, starb hier
- Johann Christoph Sachse (1762–1822), Schriftsteller und Bibliotheksdiener der Herzogin Anna Amalia Bibliothek in Weimar, starb hier
- Johann Gottfried Seume (1763–1810), Schriftsteller und Dichter, starb hier
- Charlotte von Ahlefeld (1781–1849), Schriftstellerin, starb hier
- Franz Wenzel Tobisch (1788–1873), katholischer Geistlicher, wirkte von 1818 bis 1873 in Teplitz und starb hier, Ehrenbürger von Teplitz-Schönau
- Eduard Tobisch (1840–1927), Jurist und k.k. Hofrat, starb hier (Neffe von Franz Wenzl Tobisch)
- Richard Wagner (1813–1883), Komponist und Dirigent, regelmäßiger Kurgast und Besucher, zuletzt 1875[26]
- Theodor Grohmann (1844–1919), Großindustrieller, Großgrundbesitzer, Handelskammerrat und Mäzen
- Hermann Rudolph (1846–1924), Architekt, Bergwerksbesitzer und Mäzen
- Reginald Czermack (1847–1929), Unternehmer und Feuerwehrfunktionär
- Herman Bang (1857–1912), dänischer Dichter, vollendete Ende August bis 7. November 1887 seinen Großstadtroman Stuk in Teplitz
- Otto Tetens (1865–1945), Naturwissenschaftler mit dem Schwerpunkt Astronomie, starb hier
- Karl Karafiat (1866–1929), Geistlicher, Denkmalpfleger und Heimatforscher, lebte ab 1908 in Teplitz
- Josef Brechensbauer (1867–1945), Pädagoge und Heimatforscher
- Oscar Straus (1870–1954), österreichischer Operettenkomponist
- Johann Wenzel Hocke (1871–1940), Professor für Flugzeugbau, Maler und Bildhauer
- Josef Mühlig (1874–1954), Glasindustrieller
- Anton Mühlig (1876–1951), Glasindustrieller
- Ferdinand Josef Schneider (1879–1954), Literaturhistoriker, besuchte hier das Gymnasium
- Theodor Veidl (1885–1946), Komponist
- Kurt Eichhorn (1908–1994), Dirigent
- Franz Stoß (1909–1995), österreichischer Schauspieler und Theaterleiter, 1933/34 Regisseur am Stadttheater
- Hanna Kohner (1919–1990), Holocaust-Überlebende, wuchs hier auf
- Fritz Baier (1923–2012), Politiker (CDU)